# Jethro Tull
Jethro Tull är ett brittiskt rockband bildat 1968 i Luton, England. Ian Anderson (född 10 augusti 1947 i Edinburgh i Skottland) flyttade till Blackpool då han var 12 år gammal. Hans första band kallades "The Blades", med Michael Stephens på gitarr, Jeffrey Hammond-Hammond på basgitarr och John Evans (senare John Evan) på keyboard. Bandet bytte namn till John Evan Band och senare John Evan Smash. 1967 ersatte Glenn Cornick (född 24 april 1947 i Barrow-in-Furness, Cumbria, England) Jeffrey Hammond-Hammond på basgitarr, och bandet flyttade till Luton, där Anderson och Cornick träffade gitarristen/sångaren Mick Abrahams (född 7 april 1943 i Luton, Bedfordshire, England) och trummisen Clive Bunker som båda spelade i bandet McGregor's Engine. De bildade ett nytt band december 1967 som spelade under namn som "Navy Blue", "Bag of Blues" och "Jethro Tull". Bandet utgav singeln "Sunshine Day" januari 1968 på MGM Records (under det felstavade namnet "Jethro Toe").

## Historia
Jethro Tull är kända för sitt sätt att blanda hårdrock, folkmusik, medeltidsmusik, pop, jazz och blues i sina låtar och kan betraktas som en av de främsta företrädarna för musikgenren progressiv rock, trots att gruppen egentligen endast producerade två album som tydligt omfattas av genren (Thick as a Brick och A Passion Play). De flesta medlemmarna i gruppen hade sysslat med blues tiden innan Jethro Tull. 
Gruppen fick ett mindre genombrott 1969 med singelhiten "Living in the Past". Efter de första bluespåverkade skivorna kom Aqualung 1971 som innebar en musikalisk förnyelse. Musiken blev mer komplex och mångtydig samtidigt som texterna fick en tydlig samhällskritisk skärpa, till exempel i titellåten. Aqualung innebar ett genombrott för Jethro Tull, som nu blev ett av de största arenabanden. Året efter kom albumet Thick as a Brick som endast innehåller en låt, titelspåret "Thick as a Brick" (Part 1 och 2) uppdelad på vinylskivans två sidor. Andra konstnärligt framträdande skivor är A Passion Play, Living in the Past, War Child och Songs from the Wood. Heavy Horses blev gruppens sista skiva av större betydelse både kommersiellt och konstnärligt. Första skivan på Nightcap utgiven 1993 består av tidigare outgivet material från den så kallade Chateau Disaster-inspelningen. Detta material utgjorde stommen i A Passion Play men vidgar också utrymmet för en ny musikalisk tolkning av Jethro Tull under första halvan av 1970-talet. 
Gruppens ledare och frontfigur genom åren har varit Ian Anderson, som med sin personliga röst och sitt karakteristiska sätt att traktera tvärflöjten har satt sin prägel på bandet. Ian Anderson har skrivit nästan all musik och text och han bidrar även, vid sidan av att han är sångare och flöjtist, med att bland annat spela akustisk gitarr, saxofoner och piano. Jethro Tull har bytt medlemmar många gånger under årens lopp, men vid Ian Andersons sida har ända sedan 1969 gitarristen Martin Barre funnits. Under gruppens mest kreativa och dynamiska tid medverkade Ian Anderson, Martin Barre, Clive Bunker, Jeffrey Hammond-Hammond och John Evan. Det var under denna period som Aqualung tillkom. Ian Anderson deklarerade 2011 att Jethro Tull som band inte längre existerade. Bandet ombildades dock tämligen omgående och ger fortfarande konserter internationellt.

## Diskografi

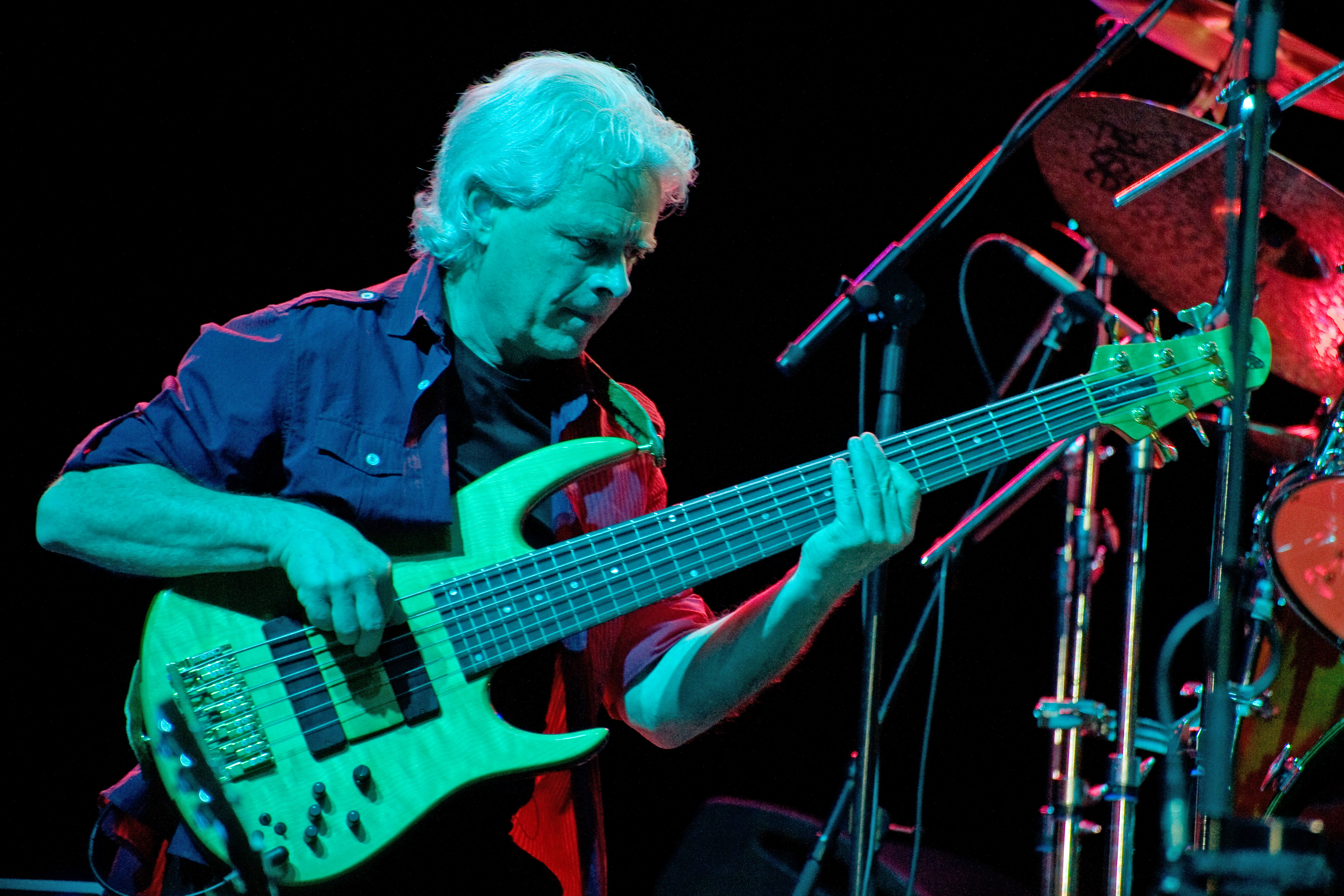
David Goodier 2010

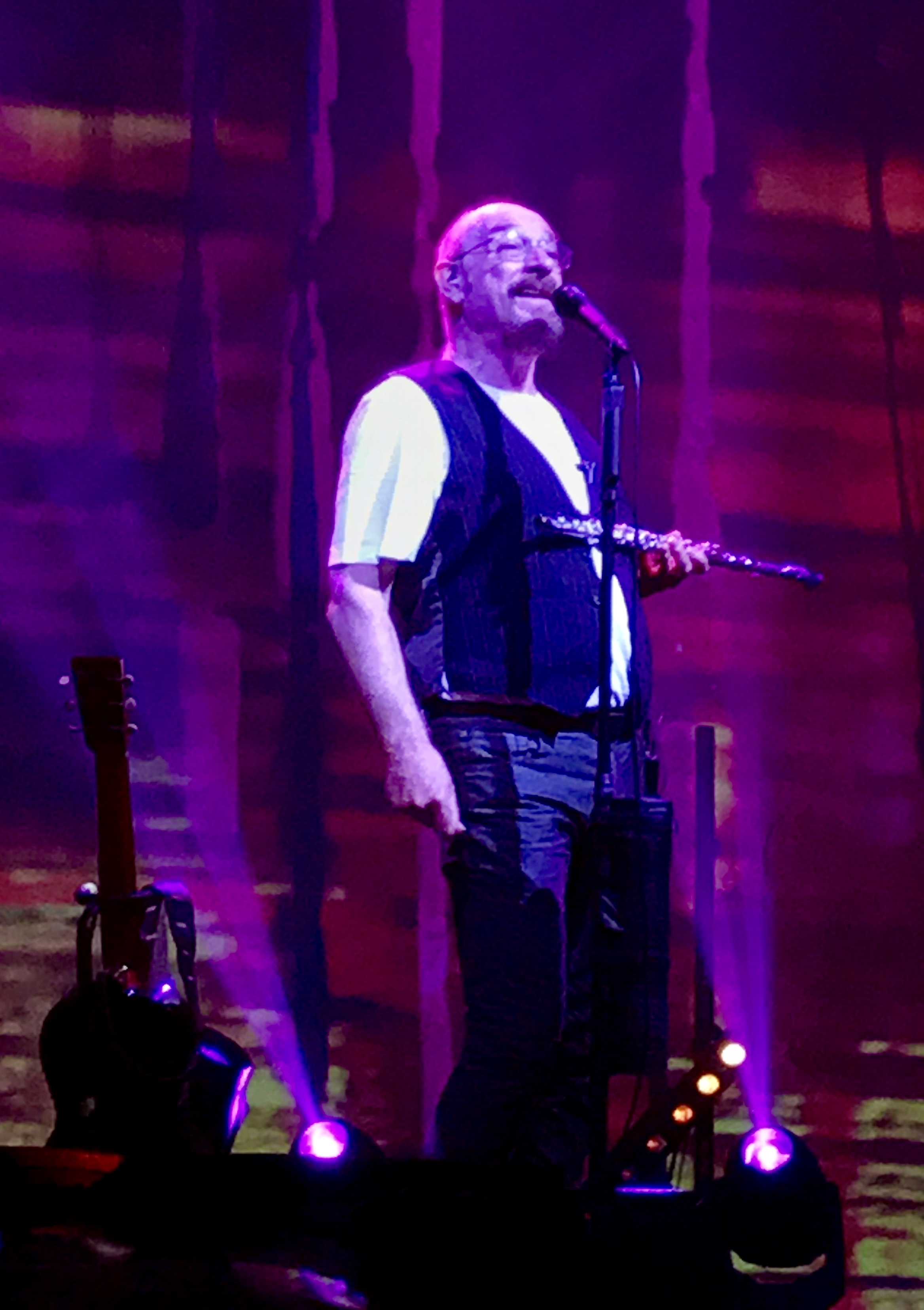
Ian Anderson i Cambridge 11 april 2018

### Album
- This Was (1968)
- Stand Up (1969)
- Benefit (1970)
- Aqualung (1971)
- Thick as a Brick (1972)
- A Passion Play (1973)
- War Child (1974)
- Minstrel in the Gallery (1975)
- Too Old to Rock 'n' Roll: Too Young to Die! (1976)
- Songs from the Wood (1977)
- Heavy Horses (1978)
- Live - Bursting Out (1978) (live)
- Stormwatch (1979)
- A (1980)
- The Broadsword and the Beast (1982)
- Under Wraps (1984)
- A Classic Case (1985) (orchestral cover album)
- Crest of a Knave (1987)
- Rock Island (1989)
- Live at Hammersmith '84 (1990) (live)
- Catfish Rising (1991)
- A Little Light Music (1992) (live)
- Roots to Branches (1995)
- In Concert (1995) (live)
- J-Tull Dot Com (1999)
- Live at the House of Blues (1999) (live)
- Living with the Past (2002) (live)
- The Jethro Tull Christmas Album (2003)
- Nothing Is Easy: Live at the Isle of Wight 1970 (2004) (live)
- Aqualung Live (2004) (live)
- The Zealot Gene (2022)
- RökFlöte (2023)
- Curious Ruminant (2025)

### Samlingsalbum
- Living in the Past (1972)
- M.U. - The Best of Jethro Tull (1976)
- Repeat - The Best of Jethro Tull - Vol II (1977)
- Original Masters (1985)
- 20 Years of Jethro Tull (1988) (box set)
- 20 Years of Jethro Tull: Highlights (1988)
- 25th Anniversary Box Set (1993)
- The Best of Jethro Tull – The Anniversary Collection (1993)
- Nightcap (1993)
- Through the Years (1998)
- The Very Best Of (2001)
- Essential (2003)
- The Best of Acoustic Jethro Tull (2007)

## Medlemmar

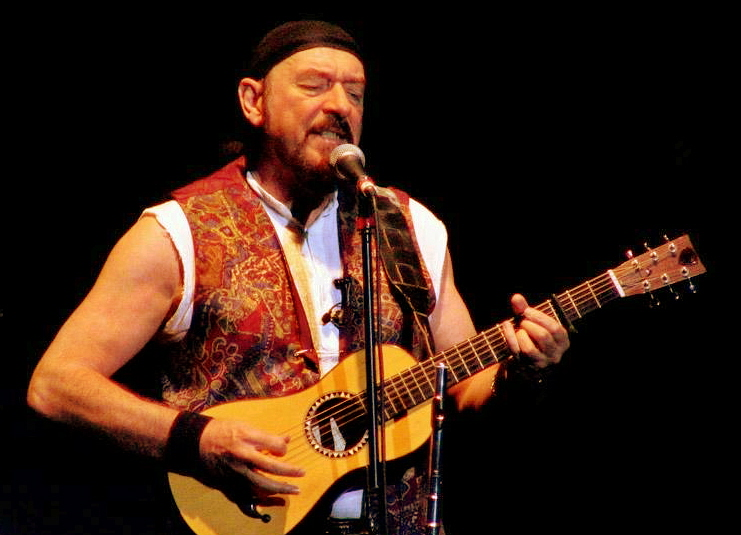
Ian Anderson 2006

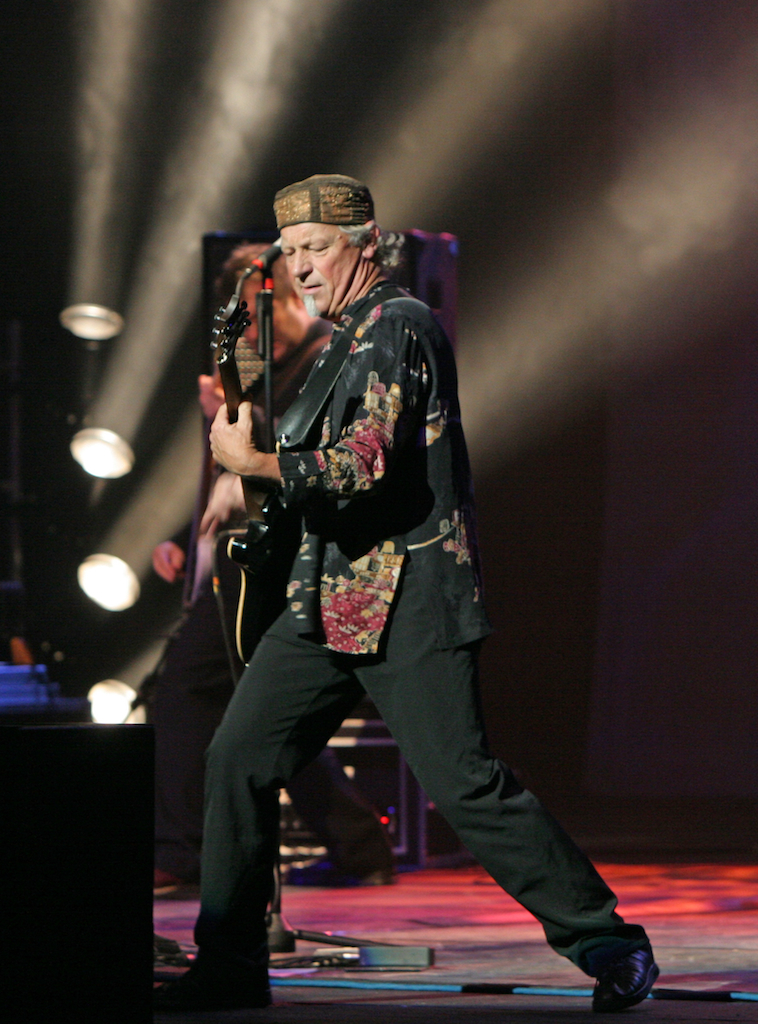
Martin Barre 2005

### Frontfigur
- Ian Anderson – sång, flöjt, gitarr m.m. (1968– )

### Gitarrister
- Mick Abrahams (1968–1968)
- Tony Iommi (1968)
- Martin Barre (1969–2012)
- Florian Opahle (2017–2020)
- Joe Parrish (2020–)

### Basister
- Glenn Cornick (1968–1970)
- Jeffrey Hammond-Hammond (1970–1975)
- John Glascock (1975–1979)
- Tony Williams (1978)
- Dave Pegg (1979–1995)
- Jonathan Noyce (1995–2006)
- David Goodier (2007–2012, 2017– )

### Trummisar
- Clive Bunker (1968–1971)
- Barriemore Barlow (1971–1980)
- Mark Craney (1980–1981)
- Gerry Conway (1981–1982)
- Doane Perry (1984–2012)
- Scott Hammond (2017– )

### Keyboardister
- John Evan (1969–1980)
- David Palmer (1976–1980)
- Eddie Jobson (1980–1981) (även elfiol)
- Peter-John Vettese (1982–1985)
- Andrew Giddings (1986–2006)
- John O'Hara (2007–2012, 2017– )